# Fiestas de San Lorenzo (Madrid)

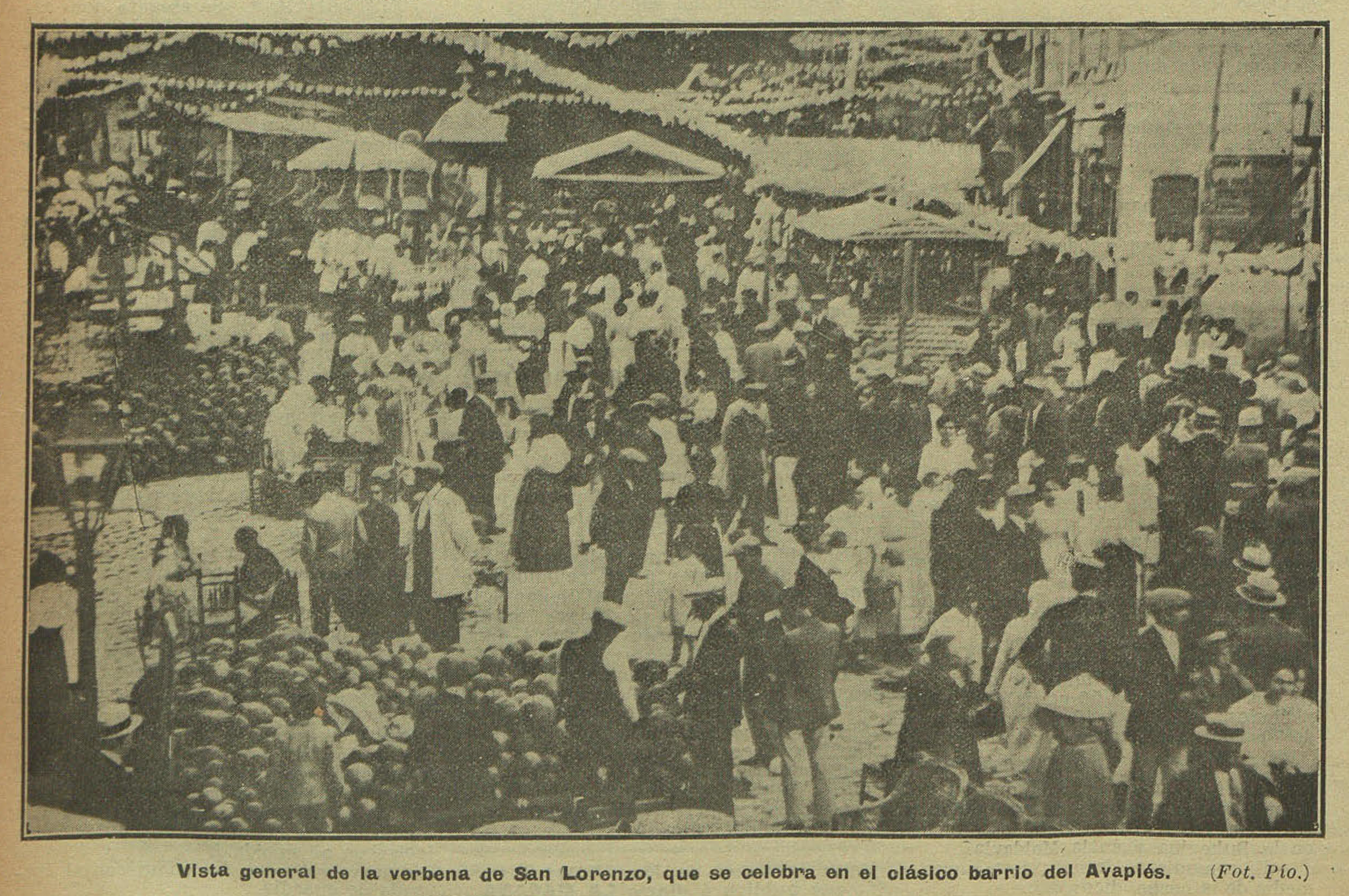
Verbena de San Lorenzo en 1917

Las Fiestas de San Lorenzo son la celebración más popular y antigua del barrio de Lavapiés (Madrid) y se celebran cada 10 de agosto en honor a San Lorenzo, dentro de una 'trilogía' que completan las Fiestas de la Paloma y las Fiestas de San Cayetano. Desde finales del siglo XX se instala una verbena en la plaza de Lavapiés y las calles vecinas con castizos concursos de trajes y de bailes como el chotis.

## Historia

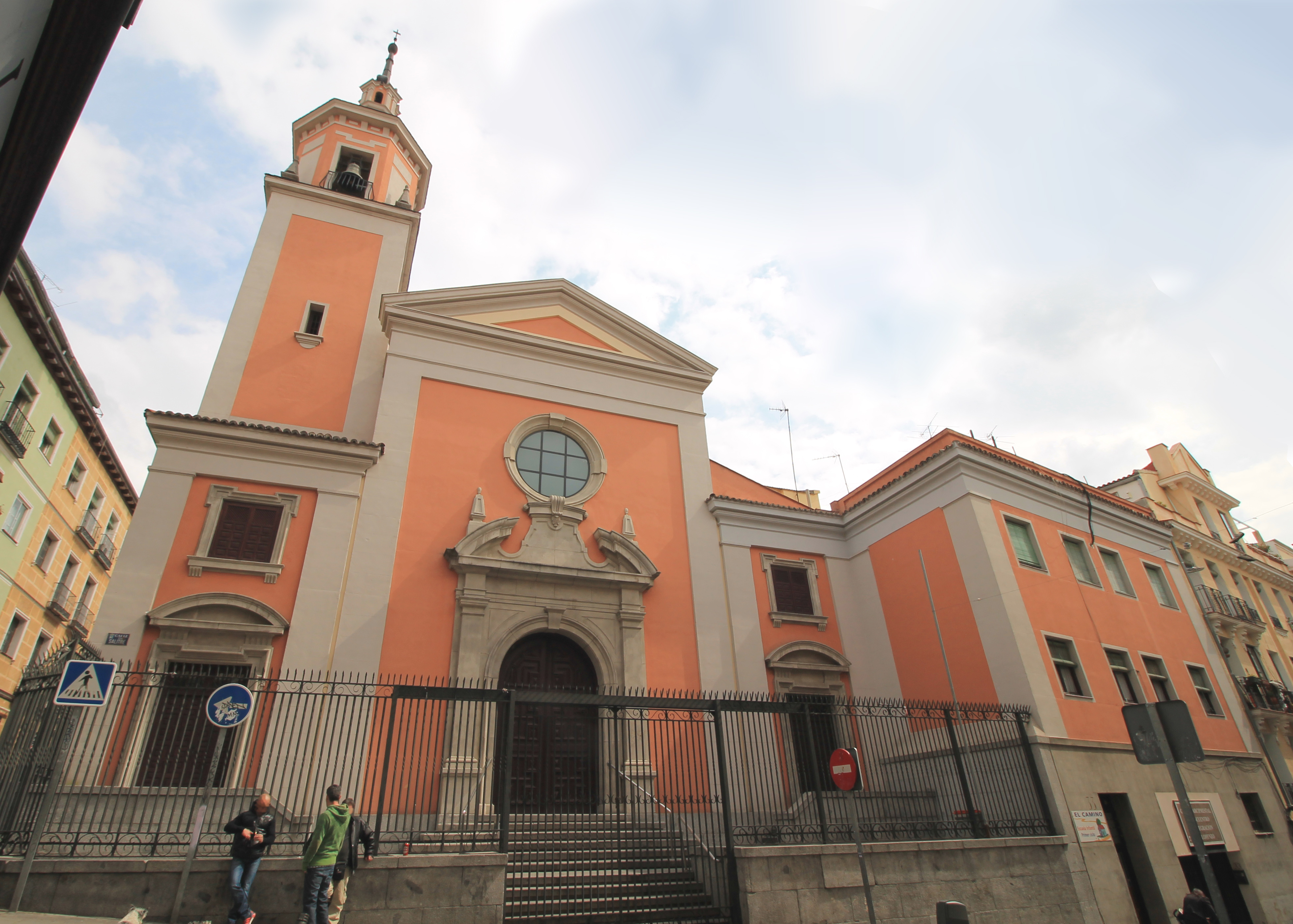
Templo de la parroquia de San Lorenzo.

A finales del siglo XVII las gentes de Lavapiés dependían de la lejana parroquia de San Sebastián, situación que indujo a Baltasar Moscoso y Sandoval, arzobispo de Toledo a crear la parroquia de San Lorenzo, diseñada por Francisco Bautista, en el lugar donde existía una antigua sinagoga. La iglesia se destruyó en un incendio en 1851 que dejó un solar abandonado hasta que en 1950 se inauguró la nueva iglesia sin apenas relación arquitectónica con la primitiva.
Los vecinos de Lavapiés acudían el día 10 de agosto en procesión para sacar el Santo de la iglesia de San Lorenzo. Esta procesión se llegó a prolongar hasta la plaza de Tirso de Molina a finales de los años 1970. La procesión deja como celebración un conjunto de verbenas y de concursos de trajes castizos: aparecen los manolos, los chisperos. 
Era costumbre a finales del siglo que las verbenas duraran en Madrid tres días: la víspera, el día del Santo y el día después. Llegando a celebrarse en alguna ocasión durante una semana. Esta situación hizo que la fiesta de San Lorenzo se fundiera aparentemente con las celebraciones de San Cayetano y la Paloma en el barrio de la Latina. Las celebraciones religiosas van perdiendo a finales del siglo protagonismo y recae la fiesta finalmente en las celebraciones de la verbena que se instala a lo largo del eje de la calle de Argumosa.